# Culicoides orientalis
Culicoides orientalis är en tvåvingeart som beskrevs av John William Scott Macfie 1932. Culicoides orientalis ingår i släktet Culicoides och familjen svidknott. Inga underarter finns listade i Catalogue of Life.